# Carl Bildt
Nils Daniel Carld Bildt ( PRONÚNCIA; Halmstad, 15 de Julho de 1949-) é um político conservador e homem de negócios da Suécia. Foi deputado pelo Partido Moderado em 1979-2001, sendo líder do mesmo partido em 1986-1999. Ocupou o lugar de primeiro-ministro da Suécia de 4 de Outubro de 1991 a 7 de Outubro de 1994. Ocupou o cargo de ministro dos Negócios Estrangeiros da Suécia em 2006-2014, no governo Reinfeldt II.

## Missões internacionais
Em 1995, Carl Bildt foi nomeado negociador na Guerra da Jugoslávia. Depois das negociações de Dayton, foi designado ”Alto Representante” para a Bósnia e Herzegovina. Em 1999, foi nomeado ”Representante Especial” das Nações Unidas para a região dos Balcãs.

## Homem de negócios
Após deixar seu cargo de líder do Partido Moderado em 1999, Bildt assumiu posições no setor privado e posições com grupos de reflexão internacionais. Suas posições em grupos de reflexão incluíram servir como o primeiro membro não americano no Conselho de Administração da RAND Corporation em Santa Monica, Califórnia, e no Conselho Consultivo do Centre for European Reform em Londres. Ele foi membro do Conselho do European Policy Centre em Bruxelas, do International Institute for Strategic Studies em Londres e do Conselho Consultivo Internacional do International Advisory Board del Council em Nova York.
Bildt atuou como diretor não executivo da empresa norte-americana Legg Mason, Inc., sediada em Baltimore, e foi membro do Conselho Consultivo Internacional do Conselho de Assuntos Estrangeiros em Nova York. Ele atuou como presidente do conselho da Teleopti e presidente da consultoria de assuntos públicos Kreab AB, e membro do conselho da consultoria de TI HiQ AB. Ele foi presidente da Nordic Venture Network, que reuniu as empresas nórdicas de VC de alta tecnologia em uma rede informal.
Em 2000, Bildt juntou-se ao conselho de administração do Grupo Lundin, uma empresa com interesses petrolíferos na Etiópia e Sudão. Em 2002, Bildt entrou para o conselho de administração da Vostok Nafta, uma empresa financeira principalmente com participações na Gazprom.